# 交響曲第3番 (マニャール)
《交響曲 第3番 変ロ短調「牧歌的」（フランス語: Symphonie n° 3 en si bémol mineur, « bucolique »）》作品11は、アルベリク・マニャールが1895年から1896年にかけて作曲した交響曲。《交響曲 第4番》より16年前に完成された。

## 概説
「牧歌的」（または「田園」， フランス語:  bucolique ））という副題を付されており、オーヴェルニュへの小旅行に霊感を得て作曲された。1899年5月14日に作曲者の指揮により、自作のみの演奏会において初演された。この時に、改訂版による3年前の《交響曲 第2番》と《葬送の歌（Chant funèbre）》作品9、《演奏会用序曲（Ouverture）ロ短調》作品10（1895年）が併せてパリ初演を迎えている。

## 構成
以下の4楽章から成り、全曲を通して演奏するのに約45分を要する。第3楽章にはオーボエの、終楽章にはトロンボーンの独奏パートが含まれ、第2楽章ではミュゼット（一種のバグパイプ）の音色の巧みな模倣も聞かれる。
1. Introduction et ouverture. Modéré – Vif – Mouvement de l'introduction 「導入と序曲」。程よい速さで～速く～導入のテンポで　（変ロ短調）
2. Danses. Très vif – Dédoublez – Ier mouvement 「ダンス」。きわめて速く～ほぐれて～最初のテンポで　（変ロ長調）
3. Pastorale. Modérée 「牧歌」。程よい速さで　（嬰ヘ短調）
4. Finale. Vif 「終楽章」。速く　（変ロ長調）

## 註記
1. ↑  Notice du concert du 11 février 2004 par l’orchestre philharmonique de Liège (PDF)
2. ↑  Tranchefort FR, Guide de la musique Symphonique, éditions Fayard, p.434